# Regellås

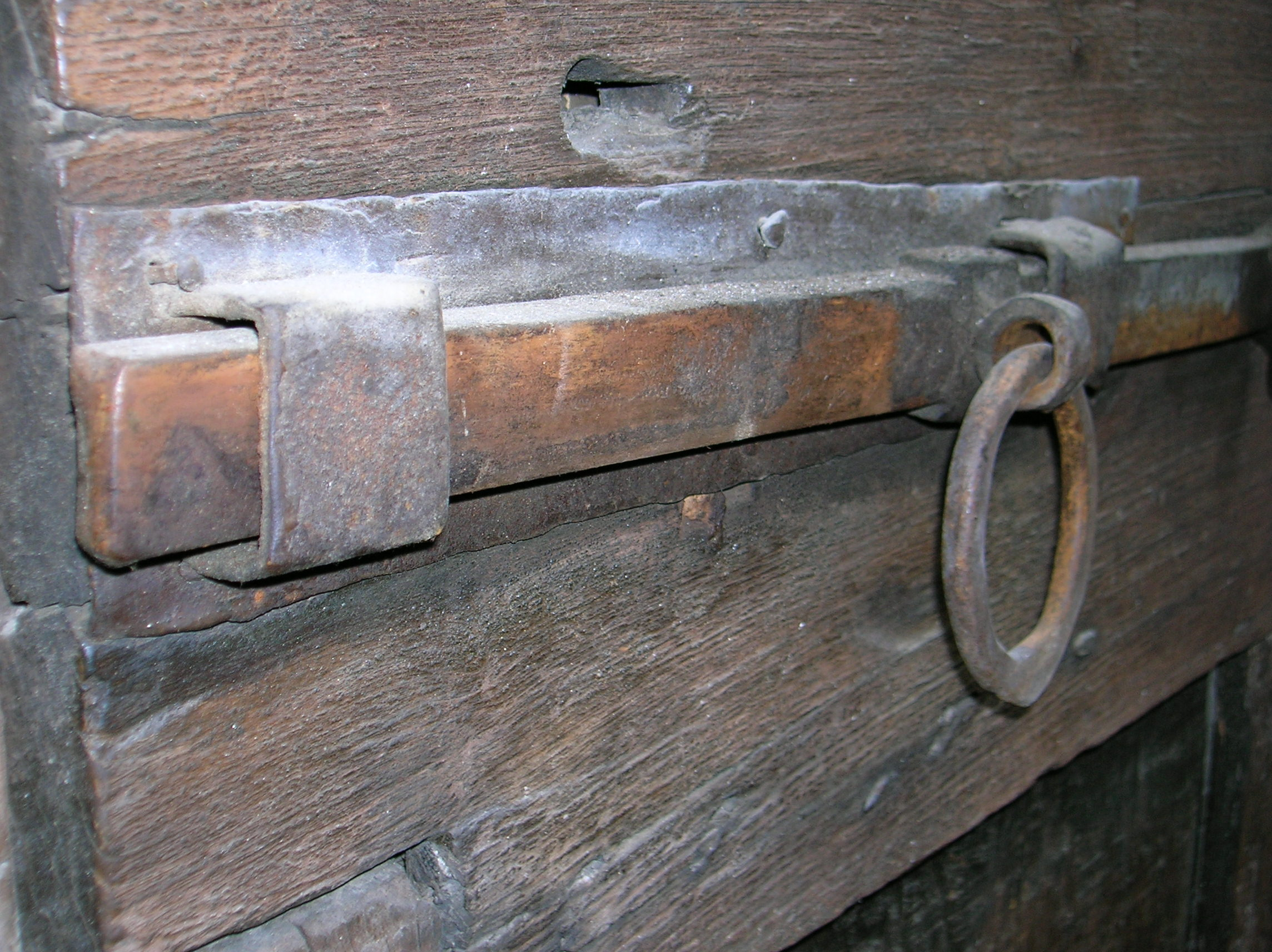
Regel på en dörr

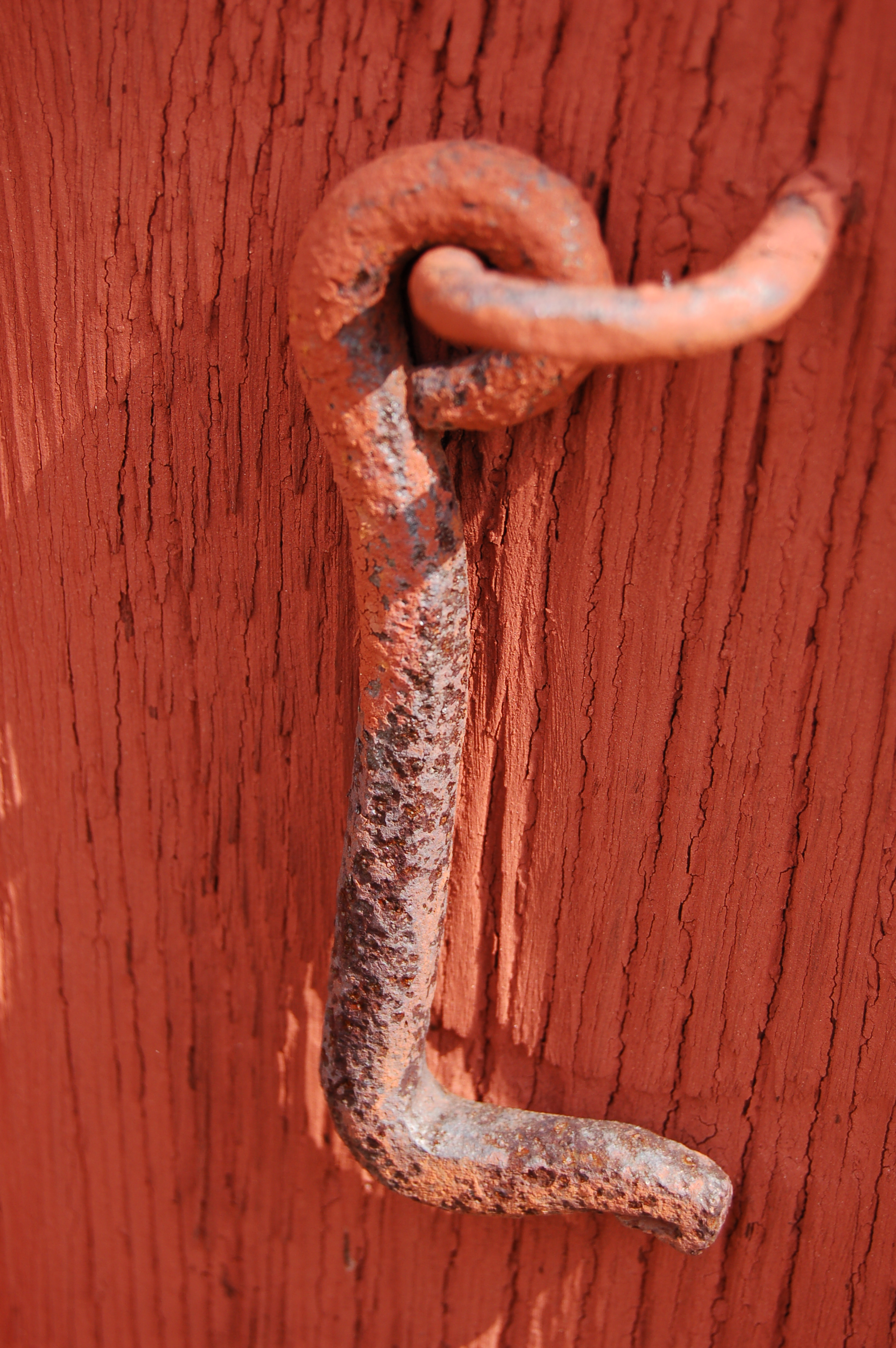
Hasp

Skjutregel

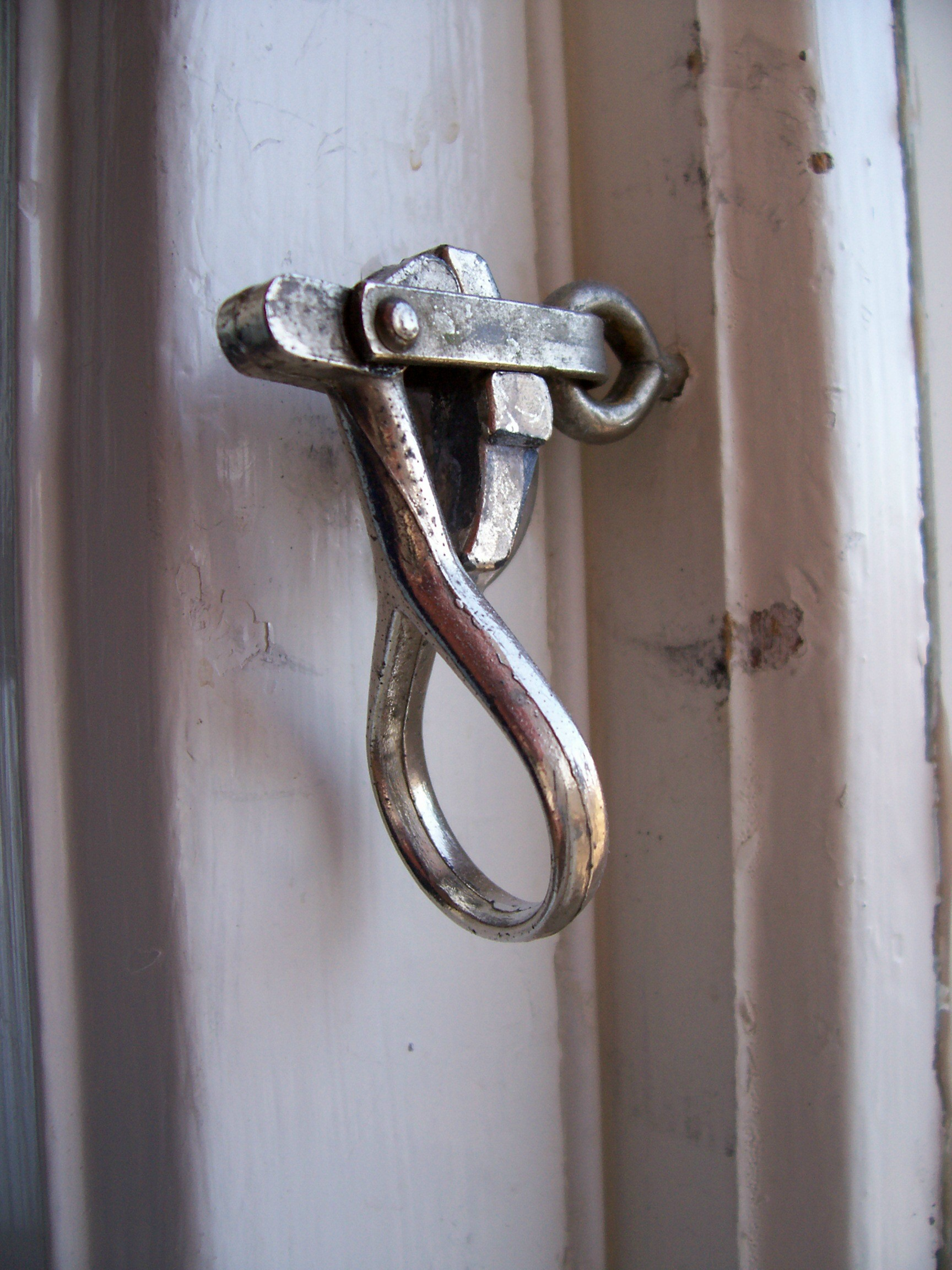
Fönsterhake

Regellås används för att hålla dörrar, fönster eller andra rörliga saker stängda. Det finns många olika typer av regellås.

## Varianter av regellås

### Regel
Den enklaste av regellåsen, där en regel fästes på insidan av en dörr med hjälp av två stopp vilket förhindrar dörren att öppnas.

### Hasp
Enklare variant av lås, vanligen används på dörrar, till exempel dörrar till utedass men även till fönster för att ställa fönstret i ett visst läge.

### Ledhasp
Variant av hasp som är ledad med gångjärn. Vanligen kan denna låsas med hänglås.

### Boxlås
Används vanligtvis till hästboxar.

### Skjutregel
Regeln skjuts på plats och låses genom att placera handtaget i spåret.

### Fönsterhake
Används för att stänga fönster, krok och handtag fästes oftast på fönstret och mothållet på karmen.